# Джуліус Індонго
Джуліус Муньєлеле Індонго (англ. Julius Munyelele Indongo; нар. 12 лютого 1983, Віндгук, Намібія) — намібійський професійний боксер першої напівсередньої ваги, чемпіон світу за версією IBF (2016 - 2017) і WBA Super (2017).
Брав участь в Літніх Олімпійських іграх 2008 — в першому ж бою в категорії до 60 кг поступився австралійцю Ентоні Літтлу — 2-14.

## Професіональна кар'єра
25 липня 2009 року провів перший бій на профірингу. 19 березня 2011 року в сьомому бою завоював звання чемпіона Намібії в легкій вазі. 12 жовтня 2012 року в одинадцятому бою завоював звання чемпіона Африки за версією WBO у першій напівсередній вазі. За період 2009 — 2016 роки провів 20 переможних боїв (усі — в Намібії), не хапаючи зірок з неба. Все враз змінилося, коли Джуліусу було вже 33 роки. Він стрімко увірвався до боксерської еліти.

### Чемпіонський бій з Едуардом Трояновським
Восени 2016 року чемпіон світу за версією IBF і IBO росіянин Едуард Трояновський вирішив провести добровільний захист титулів проти Джуліуса Індонго, не передбачаючи для себе великих складнощів. Бій, що відбувся 3 грудня 2016 року в Москві, тривав менше хвилини: на 40-й секунді першого раунду Індонго розмашистим лівим хуком вцілив точно в щелепу Трояновському, надіславши того в важкий нокаут. Індонго, вперше виступаючи за межами Намібії, став новим чемпіоном світу за версіями IBF та IBO.

### Об'єднавчий бій з Ріккі Бернсом
Після бою з Едуардом Трояновським Індонго погодився на пропозицію про об'єднавчий бій британського чемпіона світу за версією WBA Рікі Бернса. Бій між ними відбувся 15 квітня 2017 року в Глазго і пройшов зовсім не так, як розраховував Бернс. Індонго володів перевагою з першого раунду, і всі судді віддали перемогу за очками намібійському боксеру — 120-108, 118-110 і 116-112. Бернс визнав свою поразку, Індонго став володарем трьох титулів.

### Об'єднавчий бій з Теренсом Кроуфордом
Після перемоги Індонго над Бернсом Міжнародна боксерська федерація зобов'язала намібійця розпочати перемовини про наступний бій з обов'язковим претендентом на титул IBF росіянином Сергієм Липинцем, але Індонго проігнорував цю вказівку і домовився про об'єднавчий бій з чемпіоном світу за версіями WBC та WBO Теренсом Кроуфордом. Врешті решт IBF санкціонувала бій Джуліус Індонго —Теренс Кроуфорд, і 19 серпня 2017 року в Лінкольні (Небраска) відбувся поєдинок за звання абсолютного чемпіона світу в першій напівсередній вазі. Кроуфорд збив з пантелику Індонго з перших секунд бою, боксуючи в правосторонній стійці. Вже в другому раунді Джуліус побував в нокдауні, а в третьому пропустив удар по печінці і не зміг продовжити бій.

### Бій з Реджисом Прогрейсом
Після бою з Індонго Теренс Кроуфорд оголосив про свій перехід в наступну вагову категорію і звільнив усі завойовані титули. Світова боксерська рада ухвалила рішення визначити нового чемпіона світу за версією WBC в бою Амір Імам — Хосе Карлос Рамірес, а інша пара Реджис Прогрейс — Віктор Постол повинна була визначити "тимчасового" чемпіона і обов'язкового претендента на повноцінний титул. Бій між українським і американським боксерами мав відбутися 9 березня 2018 року, але за місяць до бою Постол травмувався і відмовився від бою. Для Прогрейса терміново підібрали нового суперника — ним став Джуліус Індонго.
Індонго непогано розпочав бій, намагаючись тримати Прогрейса на відстані, але Реджис знищив суперника за два неповних раунди. Наприкінці першого раунду американець надіслав намібійця в перший нокдаун, а в другому раунді збивав того з ніг ще тричі, і рефері зупинив бій. Індонго зазнав другої поразки і знов дострокової.

### Подальша кар'єра
Наступний бій Джуліус провів лише через півтора роки, вигравши у маловідомого бійця.
Піднявшись до наступної вагової категорії, 27 листопада 2020 року в бою з Даніяром Єлеусіновим (Казахстан) за вакантний титул інтерконтинентального чемпіона за версією IBF у напівсередній вазі Джуліус Індонго зазнав третьої поразки нокаутом у другому раунді, побувавши до того у нокдауні в першому.
3 вересня 2021 року Індонго зустрівся в бою з чемпіоном Африки у першій середній вазі танзанійцем Хассаном Мвакиньо і продемонстрував, що вже не може повноцінно конкурувати навіть на регіональному рівні, зазнавши чергової поразки технічним нокаутом у четвертому раунді.

## Таблиця боїв
| 23 Перемоги (12 нокаутом), 4 Поразки (4 нокаутом, 0 за рішення суддів), 0 Нічиїх. |                            |        |          |     |                   |                                               | |
| Результат                                                                         | Противник                  | Спосіб | Раунд    | Час | Дата              | Місце проведення                              | Примітки |
| 27 (23-4)                                                                         | Хассан Мвакиньо (19-2)     | TKO    | 4 (12)   |     | 3 вересня 2021    | Kilimanjaro Hall, Дар-ес-СаламТанзанія        | Бій за титул чемпіона Африки за версією ABU у першій середній вазі |
| 26 (23-3)                                                                         | Даніяр Єлеусінов (9-0)     | TKO    | 2 (12)   |     | 27 листопада 2020 | Seminole Hard Rock Hotel and Casino, Голлівуд | Бій за вакантний титул інтерконтинентального чемпіона за версією IBF у напівсередній вазі                                                                                |
| 25 (23-2)                                                                         | Карлтавіус Джонсон (4-1)   | TKO    | 2 (10)   |     | 3 серпня 2019     | Таскалуса, Алабама                            | |
| 24 (22-2)                                                                         | Реджис Прогрейс (20-0)     | TKO    | 2 (12)   |     | 9 березня 2018    | Дедвуд, Південна Дакота                       | Бій за титул "тимчасового" чемпіона за версією WBC в першій напівсередній вазі                                                                                           |
| 23 (22-1)                                                                         | Теренс Кроуфорд (31-0)     | KO     | 3 (12)   |     | 19 серпня 2017    | Лінкольн, Небраска                            | Бій за титули чемпіона за версією WBC (3-й захист Кроуфорда), WBO (6-й захист Кроуфорда), IBF (2-й захист Індонго), WBA (1-й захист Індонго) в першій напівсередній вазі |
| 22 (22-0)                                                                         | Рікі Бернс (41-5-1)        | UD     | 12       |     | 15 квітня 2017    | Глазго, Шотландія                             | Захистив титули чемпіона за версією IBF та IBO, виграв титул чемпіона за версією WBA (2-й захист Бернса) в першій напівсередній вазі                                     |
| 21 (21-0)                                                                         | Едуард Трояновський (25-0) | KO     | 1 (з 12) |     | 3 грудня 2016     | Москва, Росія                                 | Виграв титули чемпіона за версією IBF (3-й захист Трояновського) та IBO (4-й захист Трояновського) в першій напівсередній вазі                                           |